# ブルゴーニュ・オート・コート・ド・ボーヌ
ブルゴーニュ・オート・コート・ド・ボーヌ(Bourgogne Hautes côtes de Beaune)は、フランス東部・ブルゴーニュ地域圏にあるブルゴーニュワインの産地の一つで、AOCに指定されている。
コート・ド・ボーヌ地区の西にあり、コート＝ドール県の22ヶ村とソーヌ＝エ＝ロワール県の7ヶ村、併せて660haの畑で赤。白。ロゼが作られている。
世界で最も偉大な白ワインであるモンラッシェ抔を生産する村と背中合わせになっている地区もあるが、土壌や気候などの微妙な違いから、特級や一級に値するような品質のワインは作られておらず、赤も白もかなり軽い味わいのワインがほとんどである。熟成も効かず、赤ワインでも4～5年くらいのうちに飲んだ方がいいと言われている。